# Aida a jiné klenoty
Aida a jiné klenoty je výběrové album Lucie Bílé, které obsahuje ty největší a nejznámější hity z muzikálů, ve kterých Lucie Bílá hrála. Album je věnované roli Amneris z muzikálu Aida, ale jsou zde i početně zastoupeny písně z muzikálu Carmen a další. (viz. níže)

## Seznam písní

##### Aida:
- 1. Věčný příběh [Every Story Is a Love Story]
- 2. Módní mág [My Strongest Suit]
- 3. Já pravdu znám [I Know the Truth]
- 4.Právo žít [A Step Too Far] (S Lucií Bílou zpívají Václav Noid Bárta a Kamila Nývltová)

Hudba: Elton John, Texty: Tim Rice, České texty: Adam Novák, Hudební divadlo Karlín

##### Carmen:
- 5. Symbol žen [Every Woman in the World]
- 6. Každý jsme sám [We All Dance Alone]
- 7. Kéž sílu mám [If I Could]

Hudba: Frank Wildhorn, Texty: Jack Murphy, České texty: Adam Novák, Hudební divadlo Karlín

##### Dracula:
- 8. Jsi můj pán

Hudba: Karel Svoboda, Text: Zdeněk Borovec

##### Johanka z Arku:
- 9. Most přes minulost

Hudba: Ondřej Soukup, Text: Gabriela Osvaldová

##### Bídníci:
- 10. Píseň samotářky [On My Own]

Hudba: Claude-Michel Schönberg, Text: Alain Albert Boublil, Jean-Marc Natel a Herbert Kretzmer, Český text: Zdeněk Borovec

##### Elixír život:
- 11. Nebyli jsme jablko

Hudba: Ondřej Soukup, Text: Gabriela Osvaldová

##### Němcová!:
- 12. Za láskou jít

Hudba: Václav Noid Bárta, Text: Jiří Pokorný, Divadlo Ta Fantastika

##### Krysař:
- 13. Temný stín

Hudba a text: Daniel Landa

##### Excalibur:
- 14. Jménem lásky

Hudba: Michal Pavlíček, Text: Vlastimil Třešňák

##### Popelka:
- 15. Maminko, vrať se

Hudba: Petr Malásek, Text: Václav Kopta

##### Romeo a Julie:
- 16. Noc plná snů

Hudba: Boris Urbánek, Text: Jaromír Nohavica

##### Zahrada rajských potěšení:
- 17. Zahrada rajských potěšení (radiomix)

Hudba: Ondřej Soukup, Text: Gabriela Osvaldová

##### Láska je láska:
- 18. Láska je láska

Hudba: Ondřej Soukup, Text: Gabriela Osvaldová

## Hudební aranžmá
- Martin Kumžák – aranžmá a dirigent
- Petr Ackermann – zvuková režie
- Štěpán Eliáš – keyboard
- Hynek Obst – keyboard
- Pavel Macar – keyboard
- Tomáš Vychytil – kytara
- Jakub Lenz – kytara
- Martin Lehký – basová kytara
- Oldřich Borovička – bicí
- Markéta Podhajská – percuse
- Dana Jelínková – housle
- Anna Lundáková – housle
- Kristýna Bělohlávková – violoncello
- Josef Fiala – viola
- Martin Čech – flétna
- Dana Wichterlová – hoboj
- Štěpán Jasenovec – lesní roh
- David Fárek – saxofon
- Václav Týfa – trubka
- Bohumil Bydžovský – trombon
- Pavel Matoušek – kustod orchestru
- Lenka Bartošíková – company
- Genny Ciatti – company
- Tereza Hálová – company
- Lucie Chlumská – company
- Martina Placrová – company
- Jana Zenáhlíková – company
- ADK-Prague – mastering
- Oldřich Slezák – mastering
- Josef Vlček – sleevenote
- Jaroslav Gvozdek – design